# 鄭極祥
鄭極祥（16世紀—17世紀），號章峩，南直隸寧國府涇縣南隅人，明朝政治人物。

## 生平
鄭極祥是萬曆三十一年（1603年）癸卯科舉人，授義烏知縣，降官河南照磨，陞永平推官，以風節著名，守衛松山有功，不接受將令賄賂貂馬，陞兵部主事，調南京刑部員外郎，平反不少案件，歴任二十餘年行李蕭然，外任寶慶知府時在路途去世。

## 引用
1. 1 2  民國《涇縣志·卷十七·人物》：鄭極祥，號章峩，萬曆癸卯舉人，除義烏令，降河南照磨，陞永平推官，風節頗著，債帥餽貂馬不受，以守禦松山功擢兵部主事，調南刑部陞員外，雖口訥而內有執持，多所平反，歴官二十餘年蕭然懸磬，出守寶慶卒于官。 順治志 錢志
2. ↑  民國《涇縣志·卷十四·選舉表》：（萬曆）癸卯（舉人） 鄭極祥 南隅人，宦業有傳
3. ↑  光緒《重修安徽通志·卷一百八十九·人物志》：鄭極祥，字章峩，涇縣舉人，歷永年推官，守禦松山有功，擢兵部主事，調南刑部員外郎，多所平反，以清節聞，終寶慶知府。 甯國府志